# Puchar Narodów Afryki 2012 (kwalifikacje)/Grupa H
W grupie H eliminacji Pucharu Narodów Afryki 2012 grają:
- Wybrzeże Kości Słoniowej
- Benin
- Rwanda
- Burundi

## Tabela
| Msc. | Zespół                   | M | W | R | P | Br+ | Br- | Pkt |
| ---- | ------------------------ | - | - | - | - | --- | --- | --- |
| 1    | Wybrzeże Kości Słoniowej | 6 | 6 | 0 | 0 | 19  | 4   | 18  |
| 2    | Rwanda                   | 6 | 2 | 0 | 3 | 5   | 15  | 6   |
| 3    | Burundi                  | 6 | 1 | 1 | 3 | 7   | 9   | 5   |
| 4    | Benin                    | 6 | 1 | 1 | 3 | 8   | 11  | 5   |

## Wyniki
| 4 września 2010 | Wybrzeże Kości Słoniowej · Yaya Touré 10' · Kalou 19' · Eboué 39' | 3 : 0(3 : 0) | Rwanda | Stade Félix Houphouët-Boigny, Abidżan · Sędzia: Eddy Maillet, Seszele |
|                 |                                                                   |              |        |                                                                       |

| 5 września 2010 | Benin · Poté 6' | 1 : 1(1 : 0) | Burundi · 86' Kavumbagu | Stade de l'Amitie, Kotonu · Sędzia: Daniel Bennett, Południowa Afryka |
|                 |                 |              |                         |                                                                       |

| 9 października 2010 | Burundi | 0 : 1(0 : 1) | Wybrzeże Kości Słoniowej · 34' Romaric | Prince Louis Rwagasore Stadium, Bużumbura · Sędzia: El Raay Adel, Libia |
|                     |         |              |                                        |                                                                         |

| 9 października 2010 | Rwanda | 0 : 3(0 : 0) | Benin · 68' Tchomogo · 81' Omotoyossi · 88' Sessègnon | Stade Amahoro, Kigali · Sędzia: Haimoudi Djamel, Algieria |
|                     |        |              |                                                       |                                                           |

| 26 marca 2011 | Rwanda · Iranzi 34' · Uzamukunda 45' (k) · Gasana 90' | 3 : 1(2 : 1) | Burundi · 34' Faty | Stade Amahoro, Kigali |
|               |                                                       |              |                    |                       |

| 27 marca 2011 | Wybrzeże Kości Słoniowej · Drogba 45', 75' | 2 : 1(1 : 1) | Benin · 13' Tchomogo | Ohene Djan Stadium, Akra (Ghana)1 |
|               |                                            |              |                      |                                   |

| 5 czerwca 2011 | Benin · Sessègnon 55', 60' (k.) | 2 : 6(0 : 3) | Wybrzeże Kości Słoniowej · 13' Ya Konan · 21', 73' Drogba · 30', 79' Gervinho · 86' Bony | Stade de l'Amitie, Kotonu |
|                |                                 |              |                                                                                          |                           |

| 5 czerwca 2011 | Burundi · Saidi 29', 53' · Kavumbagu 84' | 3 : 1(1 : 0) | Rwanda · 48' Bokota | Prince Louis Rwagasore Stadium, Bużumbura |
|                |                                          |              |                     |                                           |

| 3 września 2011 | Rwanda | 0 : 5(0 : 3) | Wybrzeże Kości Słoniowej · 33' Kalou · 42', 43' Bony · 68' Ya Konan · 83' Gervinho |  |
|                 |        |              |                                                                                    |  |

| 4 września 2011 | Burundi · Faty 90' | 1 : 1(0 : 0) | Benin · 55' Akpagba |  |
|                 |                    |              |                     |  |

| 9 października 2011 | Benin | 0 : 1(0 : 1) | Rwanda · 8' Kagere |  |
|                     |       |              |                    |  |

| 9 października 2011 | Wybrzeże Kości Słoniowej · Kolo Touré 70' · Gervinho 90' | 2 : 1(0 : 0) | Burundi · 77' Nahimana |  |
|                     |                                                          |              |                        |  |

## Notki
- Notka 1: Pierwotnie mecz miał się odbyć w Abidżanie, jednak z powodu kryzysu politycznego w Wybrzeżu Kości Słoniowej został przeniesiony na neutralny teren.